# Символи голів урядів світу

## Прапори

Прапор Прем'єр-міністра Багамських Островів
Прапор Прем'єр-міністра Бангладеш
Прапор Прем'єр-міністра Ізраїлю
Прапор Прем'єр-міністра Іспанії
Прапор Прем'єр-міністра Італії
Прапор Прем'єр-міністра Куби
Прапор Прем'єр-міністра Латвії
Прапор Прем'єр-міністра Молдови
Прапор Прем'єр-міністра Пакистану
Прапор Прем'єр-міністра Південної Кореї
Прапор Прем'єр-міністра Португалії
Прапор Прем'єр-міністра Румунії
Прапор Прем'єр-міністра Словенії
Прапор Прем'єр-міністра Таїланду
Прапор Прем'єр-міністра Тринідаду і Тобаго
Прапор Прем'єр-міністра Хорватії
Прапор Прем'єр-міністра Ямайки
Прапор Прем'єр-міністра Японії

## Емблеми

Емблема Прем'єр-міністра Албанії
Емблема Прем'єр-міністра Бангладеш
Емблема Прем'єр-міністра Канади
Емблема Прем'єр-міністра Південної Кореї
Емблема Прем'єр-міністра Таїланду
Емблема Прем'єр-міністра Туреччини
Емблема Прем'єр-міністра Фінляндії
Емблема Прем'єр-міністра Японії